# Spermacoce omissa
Spermacoce omissa är en måreväxtart som beskrevs av J.R.Clarkson. Spermacoce omissa ingår i släktet Spermacoce och familjen måreväxter. Inga underarter finns listade i Catalogue of Life.